# NGC 2755
NGC 2755 é uma galáxia espiral (Sb) localizada na direcção da constelação de Lynx. Possui uma declinação de +41° 42' 31" e uma ascensão recta de 9 horas, 07 minutos e 58,3 segundos.
A galáxia NGC 2755 foi descoberta em 18 de Março de 1787 por William Herschel.